# Carina Spack

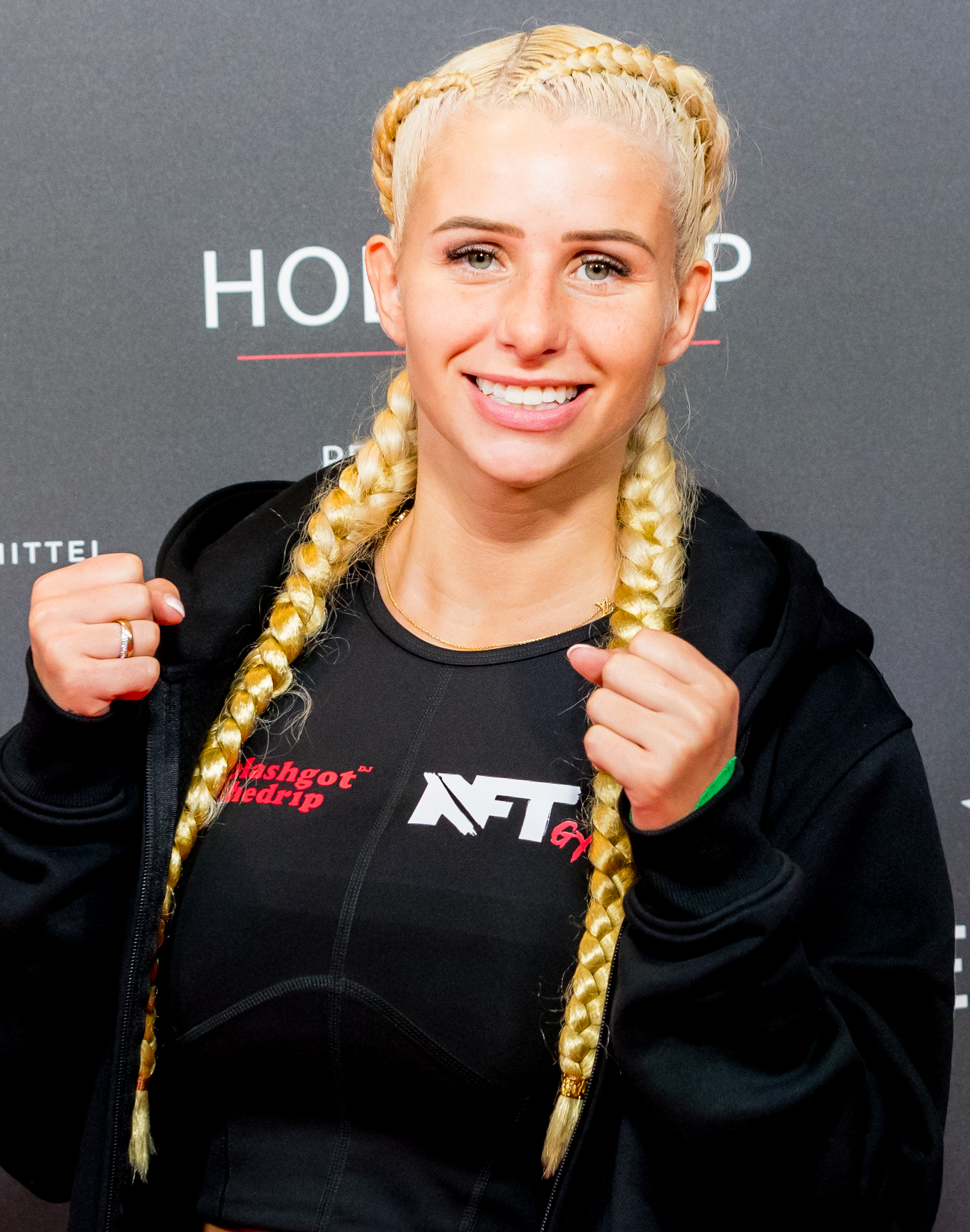
Carina Spack beim Fame Fighting (2023)

Carina Spack (* 14. Juni 1996) ist eine deutsche Reality-Show-Teilnehmerin.

## Leben
Bekannt wurde Carina Spack 2018 als Kandidatin der achten Staffel von Der Bachelor. Für die Teilnahme an der RTL-Dating-Show kündigte sie ihren Job als Industriekauffrau. In der vorletzten Folge erhielt sie von Daniel Völz keine Rose.
Anschließend war sie ab Mai 2018 in der ersten Staffel des Spin-off Bachelor in Paradise zu sehen. Mit ihrem Partner Sebastian Fobe bildete Spack im Finale eines von drei Gewinnerpärchen, jedoch wurden beide nach Ende der Dreharbeiten kein Paar. Im September 2018 war Spack Kandidatin bei der Neuauflage von Fort Boyard auf Sat.1.
Im Dezember 2018 war sie Teil des Benefiz-Projekts Sista DD & Friends (u. a. mit Gabriella De Almeida Rinne, Lutz Schweigel, Bettie Ballhaus) und veröffentlichte die Single Wir sind die Welt.
2019 nahm Spack erneut an Bachelor in Paradise teil. Im Finale entschieden sich Serkan Yavuz und Spack füreinander und waren bis Oktober 2020 liiert.
Ab März 2020 war Spack in der Sat.1-Reality-Show Promis unter Palmen als Kandidatin zu sehen, bei der sie das Finale erreichte. Spack wurde im Zuge der Ausstrahlungen von Medien massiv kritisiert, sich am Mobbing einer anderen Teilnehmerin beteiligt zu haben. Aufgrund der Ereignisse beendete ein Werbepartner die Zusammenarbeit mit ihr.
2022 war Spack Teilnehmerin bei der ProSieben-Reality-Show Das große Promi-Büßen. Sie erreichte das Finale und gewann die Show zusammen mit Daniel Köllerer und Daniele Negroni. Im Live-Streaming-Event Fame Fighting hatte sie 2023 ihren zweiten Boxauftritt. Unter anderem war sie 2024 Kandidatin der Sport1-Reality-Show Exatlon Germany.

## Fernsehauftritte
- 2018: Der Bachelor (RTL)
- 2018: Promi Big Brother – Die Late Night Show (Sat.1)
- 2018: Fort Boyard (Sat.1)
- 2018, 2019: Bachelor in Paradise (RTL)
- 2020: Big Brother – Die Late Night Show (Sat.1)
- 2020: Promis unter Palmen – Für Geld mache ich alles! (Sat.1)
- 2020: Das große Sat.1 Promiboxen (Sat.1)
- 2020: Die Superhändler – 4 Räume, 1 Deal (RTL)
- 2021: Die Festspiele der Reality Stars – Wer ist die hellste Kerze? (Sat.1)
- 2022: Prominent getrennt – Die Villa der Verflossenen (RTL)
- 2022: Das große Promi-Büßen – Gewinnerin (Pro7)
- 2023: Fame Fighting (Bild+)
- 2024: The 50 (Amazon Prime Video)
- 2024: Reality Queens – Auf High Heels durch den Dschungel (RTL+)
- 2024: Exatlon Germany (Sport1)